# Yahoo! Japan
Yahoo! Japan Corporation (ヤフー株式会社, Yafū Kabushiki-gaisha) (TSE : 4689) est une entreprise japonaise. Son siège se trouve dans la Tokyo Garden Terrace Kioicho (ja) à Chiyoda (Tokyo). Yahoo! Japan fait partie des constituants du TOPIX 100.
En avril 2025, yahoo.co.jp est le dixième site web le plus visité au monde.

## Historique
En 1996, SoftBank et Yahoo! forment une co-entreprise du nom de Yahoo! Japan. Celle-ci est introduite partiellement en bourse en 1997
En 2003, à l'annonce de Yahoo! d'abandonner son moteur de recherche, Yahoo! Japan a décidé de se lier à Google en utilisant leur moteur de recherche.
En décembre 2015, Yahoo Japan lance une offre d'acquisition, pour environ 100 milliards de yen soit environ 828 millions de dollars, sur Ikyu, un site de voyage et de réservation.
En juin 2018, SoftBank annonce l'acquisition de la participation d'Altaba, structure résiduelle de Yahoo après l'acquisition de l'essentiel de ses activités par Verizon Communications, pour 2 milliards de dollars, faisant monter sa participation de 48 % au lieu de 43 %.
En septembre 2019, Yahoo Japan annonce une offre d'acquisition sur Zozo, une entreprise japonaise de commerce en ligne spécialisée dans la mode, pour 3,7 milliards de dollars.
En novembre 2019, SoftBank annonce la fusion de Yahoo Japan avec Line, dans une transaction valorisant l'ensemble à 30 milliards de dollars. À la suite de cette opération, la nouvelle entité prendra le nom de Z Holdings et sera détenue à 50 - 50 par SoftBank et Naver. SoftBank et Naver annoncent acquérir les participations qui ne détient pas encore dans Line Corp.

## Sponsoring
L'entreprise donne son nom au stade de baseball des Fukuoka SoftBank Hawks : le Fukuoka Yahoo! Japan Dome